# ألفرد فيليبس
ألفرد فيليبس هو غطاس كندي، ولد في 27 يوليو 1908 في درم في المملكة المتحدة، وتوفي في 28 يوليو 1994 في تورونتو في كندا.

## وصلات خارجية
- ألفرد فيليبس على موقع الاتحاد الدولي للسباحة (الإنجليزية)
- ألفرد فيليبس على موقع اللجنة الأولمبية الدولية (الإنجليزية)
- ألفرد فيليبس على موقع أوليمبيديا (الإنجليزية)
- ألفرد فيليبس على موقع اللجنة الأولمبية الكندية (الإنجليزية)
- ألفرد فيليبس على موقع اتحاد ألعاب الكومنولث (مؤرشف) (الإنجليزية)